# Cyclosa olivenca
Cyclosa olivenca là một loài nhện trong họ Araneidae.
Loài này thuộc chi Cyclosa. Cyclosa olivenca được Herbert Walter Levi miêu tả năm 1999.